# Singapur en los Juegos Olímpicos de Sídney 2000
Singapur estuvo representado en los Juegos Olímpicos de Sídney 2000 por un total de 14 deportistas, 8 hombres y 6 mujeres, que compitieron en 4 deportes.
La portadora de la bandera en la ceremonia de apertura fue la nadadora Joscelin Yeo. El equipo olímpico singapurense no obtuvo ninguna medalla en estos Juegos.